# Rachel Gatina
Rachel Virginia Gatina er en fiktiv person i tv-serien One Tree Hill. Hun spilles af den amerikanske skuespillerinde Danneel Harris.